# Голіцин Олександр Михайлович (віцеканцлер)
Князь Олександр Михайлович Голіцин (нар. 6 листопада 1723 — 15 листопада 1807, Москва) — російський посланник у Великій Британії, віце-канцлер, представник молодшої гілки роду Голіциних.

## Біографія
Старший син генерал-адмірала Михайла Михайловича Голіцина від шлюбу з Тетяною, дочкою московського губернатора Кирила Олексійовича Наришкіна.
У 1742 році почав службу в посольстві Росії в Голландії. У 1749 був з короткою неофіційною місією в Парижі в складі австрійського посольства, в 1755 — 1761 роках — посланник в Лондоні. Сприяв вступу на престол Катерини II. Під час червневого перевороту Голіцин був посланий Петром III до Катерини з листом, в якому імператор «просив помилування» і дозволу піти в Голштинію; Голіцин не повернувся і перейшов на бік Катерини.
З 9 червня 1762 року по 2 квітня 1775 року віце-канцлер, віце-президент Колегії закордонних справ, кавалер ордена Олександра Невського (1762), дійсний таємний радник (1764). У 1774 році отримав орден Андрія Первозванного і став сенатором ; обер-камергер (1775).
Залишаючись віце-канцлером більше десяти років, він не користувався розташуванням імператриці. Цікавлячись переважно зовнішньою стороною дипломатичних відносин, Голіцин не мав ніякого впливу на справи; керівником російської політики був Панін . Іноземці невисоко ставили здатності князя Голіцина, але відзначали, що він завжди стояв поза партіями і цурався інтриг. За словами англійського посланника, він «скоріше плутав, ніж допомагав, навіть в тих дрібницях, до яких його допускали» .
У 1778 році пішов у відставку і жив у Москві, займаючись благодійною діяльністю. Почесний опікун Московського виховного будинку і піклувальник Павлівської лікарні. Побудував Голіцинську лікарню, використовуючи на будівництво капітал свого покійного двоюрідного брата князя Д. М. Голіцина . Користувався увагою і розташуванням імператорів Павла I і Олександра I і особливо Марії Федорівни .
Голіцин був любителем мистецтв, доклав зусиль для прикрашання підмосковської садиби Пехра-Яковлевское і зібрав цілий музей рідкісних картин і скульптур. Твори мистецтва збирав протягом багатьох років, багато отримував в подарунок, в тому числі від князя Д. М. Голіцина. Вважаючи, що його колекція буде корисною батьківщині, щоб вона не була роздроблена, він заповів її Голіцинськой лікарні в вічне зберігання.
У 1809 році його племінник, С. М. Голіцин добудував будинок, закладений на території лікарні А. М. Голіциним в 1803 році для розміщення в ньому художньої галереї .
В експозиції першої московської загальнодоступньої галереї західноєвропейського мистецтва були представлені 477 картин, а також статуї і вази . Проіснувала галерея до 1817 року, потім її експонати були розпродані на аукціонах .
Князь Голіцин помер у Москві, де і похований в склепі Голіцинської лікарні.

## Сім'я
Від угорської графині Клюпфель, що жила в будинку Голіцина в Москві на Дівочому полі, мав трьох дітей, які носили прізвище Де-Ліцини (де Ліцини). 10 липня 1770 імператор Йосиф II подарував їм дворянство Римської Імперії, а в 1777 році Де-Ліцини були прийняті в російське підданство.
- Катерина-Кароліна Олександрівна (1757—1842), в юності нею був захоплений князь І. М. Долгоруков, за його словами вона була дівчина "розумна, вихована прекрасно, негарна собою, але багато обдарована природою і батьком своїм з боку фортуни, отже, чи не ризиковано залишитися в дівчатах "[5] . Була одружена з діючим камергером князем Олександром Миколайовичем Долгоруковим (1757—1844). За заповітом батька, отримала 40 тис. рублів. Дітей у неї не було.

- Дарина-Генрієтта Олександрівна (1761—1828), одружена з Дмитром Адамовичем Олсуфьевим (1769—1808). Після смерті бездітної княгині Долгорукової син Олсуфьева, Олександр, отримали будинок на Дівочому полі, оточений великим садом, нині психіатрична клініка ім. С. С. Корсакова . Пам'ять про колишніх власників збереглася в назві Олсуфьевского провулка, що лежить біля їх будинку.

- Олександр Олександрович (1768—1789), полковник ярославського піхотного полку, убитий в 1789 році під Очаковом . З 1785 року було одружений з княжною А. А. Грузинської (1763—1822), дочки гвардії капітана царевича А. Б. Грузинського від шлюбу з княжною Д. А. Меншиковой. Овдовівши, в 1790 році вона вийшла заміж за князя Б. А. Голіцина .

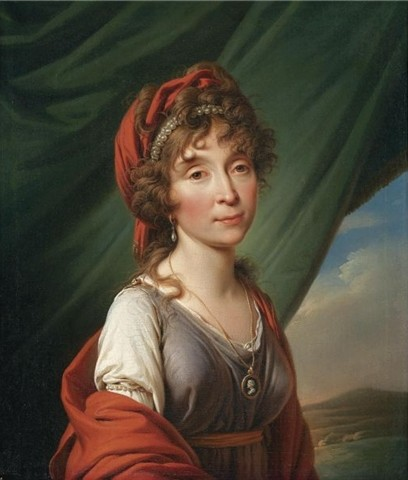
Катерина Олександрівна, дочка
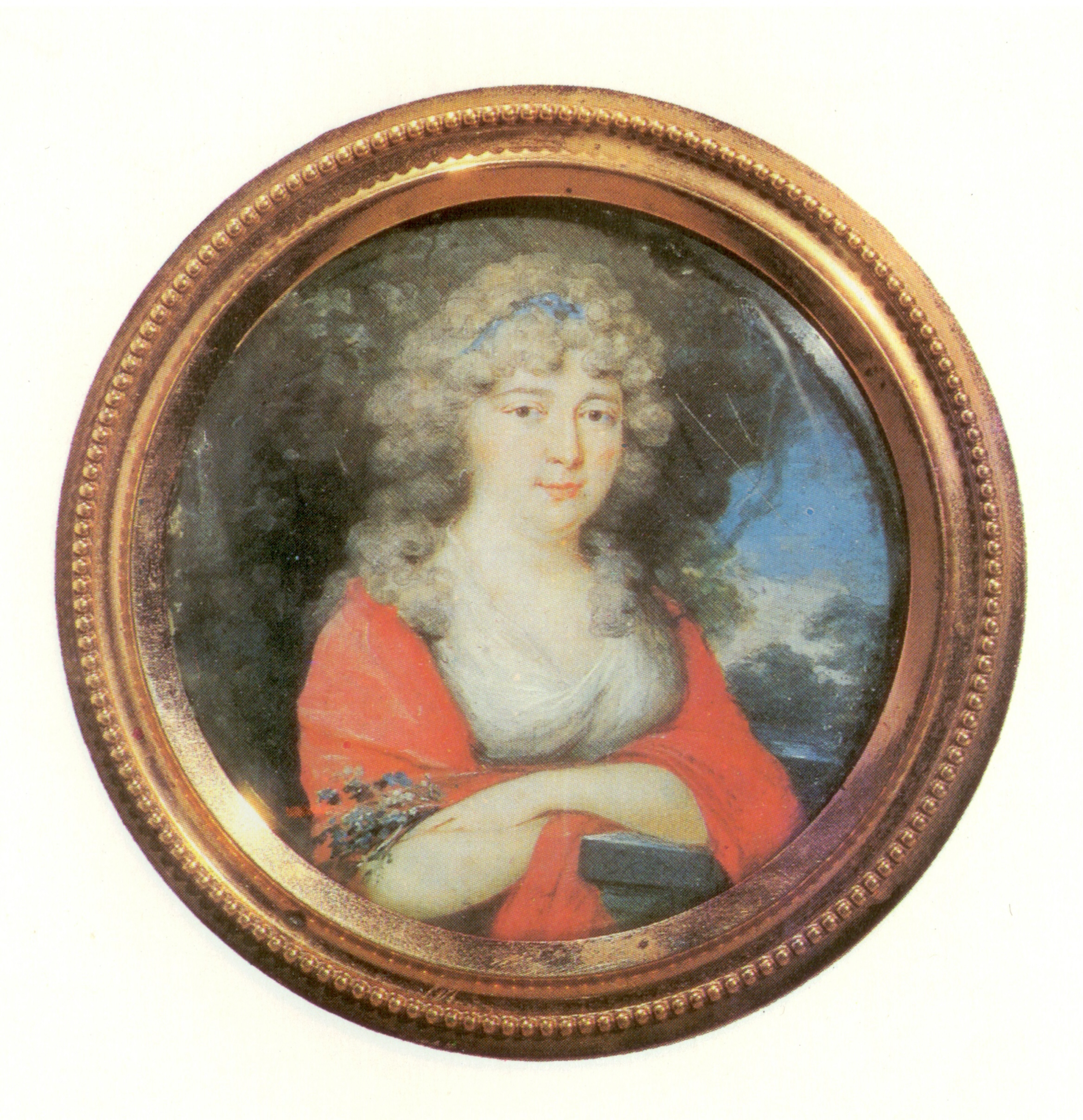
Дар'я Олександрівна, дочка
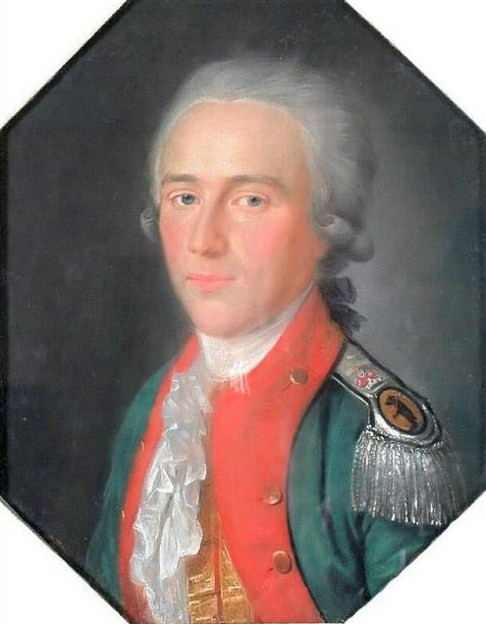
Олександр Олександрович, син
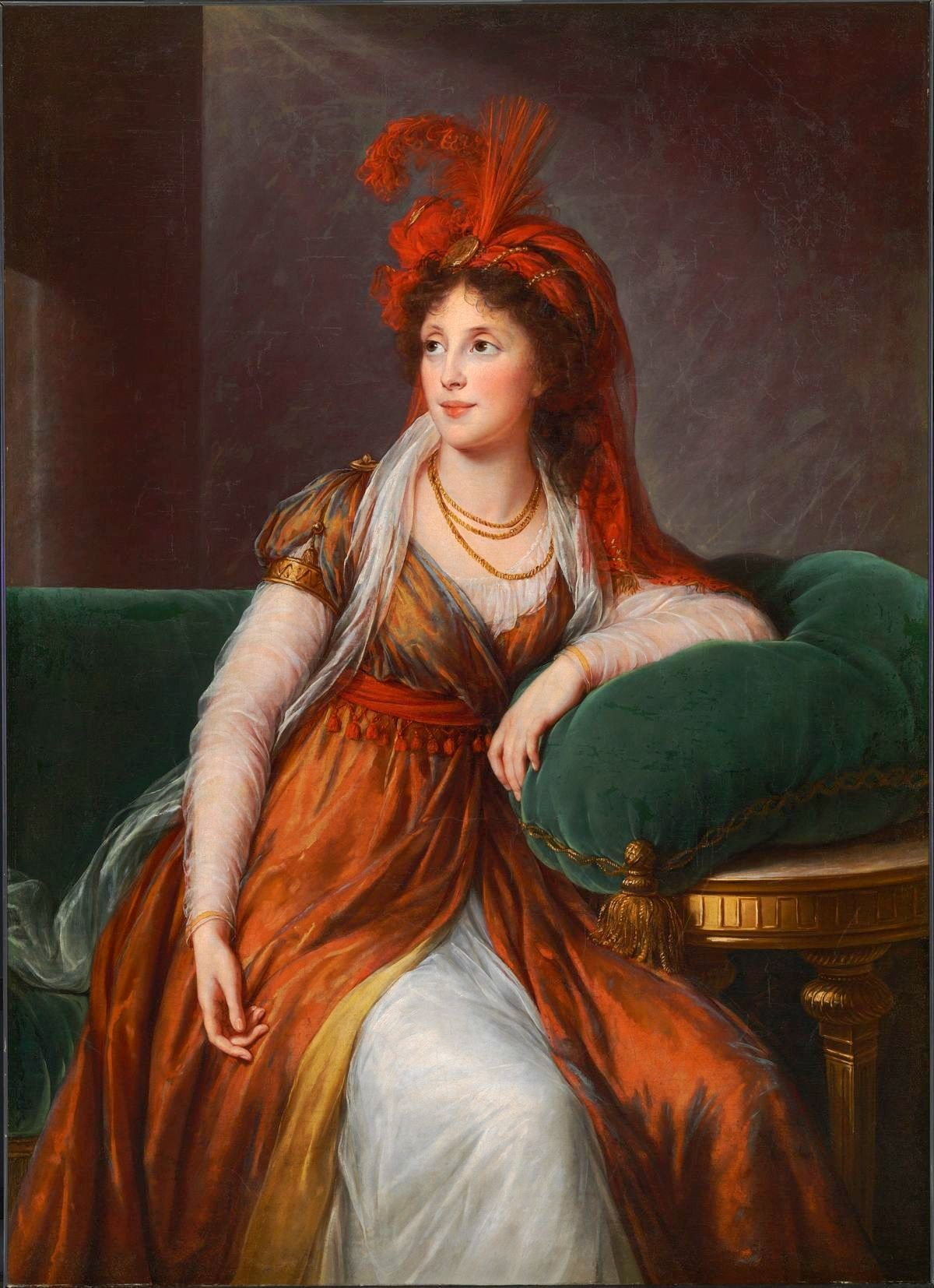
Анна Александровна, невістка